# Arm
 For alternative betydninger, se arm (flertydig). (Se også artikler, som begynder med arm)
Armen er et lem på tobenede dyr (som mennesket). Mere generelt skelner man også arme fra tilhæftninger som tentakler på en blæksprutte.
Indenfor den menneskelige anatomi begynder armen ved skulderleddet og slutter ved håndleddet. Albuen gør armen mere fleksibel, og opdeler  armens i sine to bestanddele: overarm og underarm.